# Rio Green (Illinois)
O Rio Green é um afluente do Rock River no noroeste de Illinois nos Estados Unidos. Através do Rock River que faz parte do Rio Mississípi. O Rio Green aumenta no norte do Condado de Lee e os flui inicialmente para o sudoeste através dos Condados de Lee, Whiteside, passando pela cidade de Amboy.